# Salmo 106

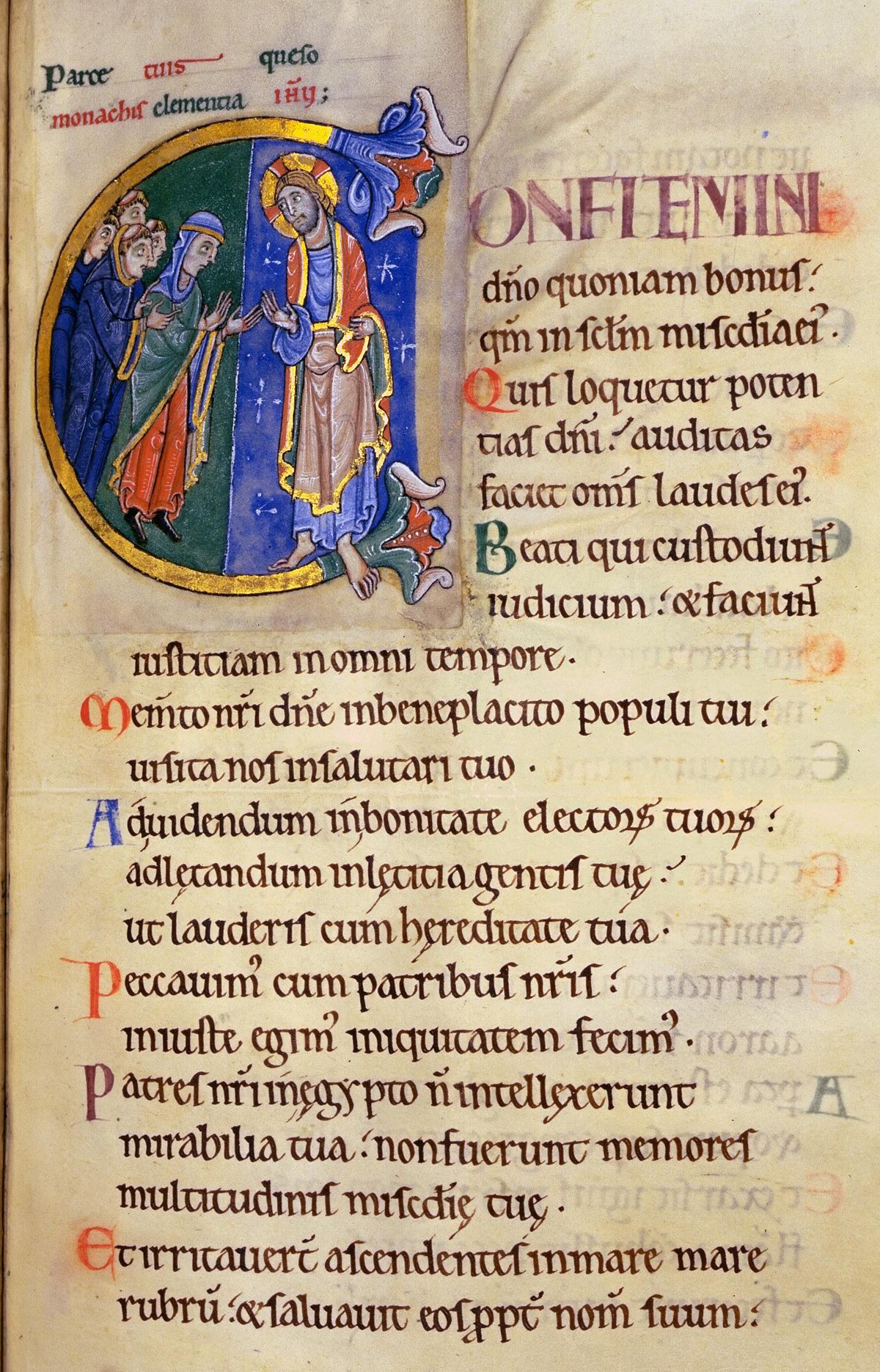
L'inizio del salmo in latino, su un manoscritto.

Il salmo 106 (105 secondo la numerazione greca) costituisce il centoseiesimo capitolo del Libro dei salmi.